# Pseudoxestia apfelbecki
Pseudoxestia apfelbecki är en fjärilsart som beskrevs av Hans Rebel 1901. Pseudoxestia apfelbecki ingår i släktet Pseudoxestia och familjen nattflyn. Inga underarter finns listade.